# Kolta
Kolta és un poble i municipi d'Eslovàquia que es troba a la regió de Nitra, al sud-oest del país. Compta amb una població de 1241 habitants (2022).

## Història
La primera menció escrita de la vila es remunta al 1337.

## Demografia
| Godina             | 1994 | 2004   | 2014   | 2024   |
| ------------------ | ---- | ------ | ------ | ------ |
| Nombre de persones | 1482 | 1467   | 1330   | 1237   |
| Diferència         |      | −1,01% | −9,33% | −6,99% |

| Godina             | 2023 | 2024   |
| ------------------ | ---- | ------ |
| Nombre de persones | 1236 | 1237   |
| Diferència         |      | +0,08% |